# 880
| [ Edytuj tabelę ]          |                                                  |
| Król Anglii                | - 871 Alfred Wielki 899                          |
| Hrabia Aragonii            | - 867 Aznar II Galíndez 893                      |
| Hrabia Barcelony           | - 878 Wilfred Włochaty 897                       |
| Książę Burgundii           | - 880 Ryszard I Prawodawca 921                   |
| Cesarz Bizancjum           | - 867 Bazyli I Macedończyk 886                   |
| Chan Bułgarii              | - 852 Borys I Michał 889                         |
| Cesarz Chin                | - 873 Tang Xizong 888                            |
| Książę Czech               | - 870 Borzywoj I 889                             |
| Władca Egiptu              | - 868 Ahmad Ibn Tulun 884                        |
| Król Franków wschodnich    | - 877 bezkrólewie 881                            |
| Król Franków zachodnich    | - 879 Karloman II 884 - 879 Ludwik III 882       |
| Cesarz Japonii             | - 876 Yōzei 884                                  |
| Kalif                      | - 870 Al-Mu’tamid 892                            |
| Król Khmerów               | - 877 Indrawarman I 889                          |
| Patriarcha Konstantynopola | - 877 Focjusz I Wielki 886                       |
| Król Leónu                 | - 866 Alfons III Wielki 910                      |
| Król Mercji                | - 879 Aethelred 911                              |
| Król Nawarry               | - 851 García Íñiguez 880 - 880 Fortún Garcés 905 |
| Król Norwegii              | - 872 Harald Pięknowłosy 930                     |
| Papież                     | - 872 Jan VIII 882                               |
| Książę Saksonii            | - 866 Bruno 880 - 880 Otto Dostojny 912          |
| Król Szkocji               | - 878 Eochaid 889 - 878 Giric 889                |
| Doża Wenecji               | - 864 Orso I Partecipazio 881                    |
| Książę wielkomorawski      | - 871 Świętopełk I 894                           |

Rok 880 / DCCCLXXX
stulecia: VIII wiek ~
IX wiek ~
X wiek

lata: 870 «
875 «
876 «
877 «
878 «
879 «
880
» 881
» 882
» 883
» 884
» 885
» 890

## Wydarzenia
- 1 maja – w Konstantynopolu poświęcono kościół Nea Ekklesia.

- Czesi przyjęli chrzest.
- Na podstawie traktatu w Ribemont król wschodniofrankoński Ludwik III Młodszy otrzymał zachodnią Lotaryngię
- W Chinach wybuchło powstanie ludowe, które zapoczątkowało upadek dynastii Tang.
- około, powstał gród w Kołobrzegu - Budzistowie

## Zmarli
- 2 lutego – Bruno, książę Saksonii (ur. ok. 830-840)